# Mundur polowy „moro”

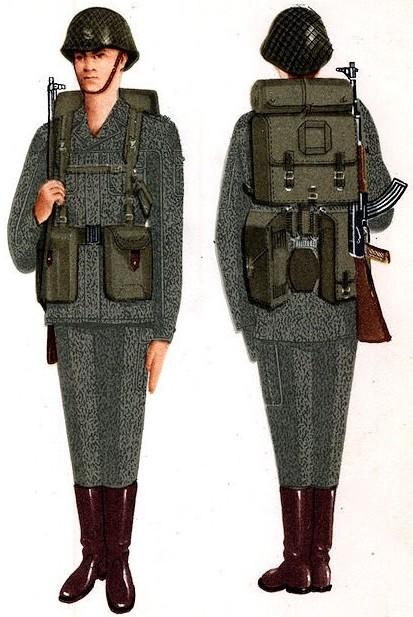
Mundur polowy „moro”

Mundur polowy „Moro” – mundur polowy wprowadzony na wyposażenie Ludowego Wojska Polskiego (SZ PRL) w 1968 r. i pozostający w użyciu do lat 90. XX w. Mundurów o podobnym kroju i w analogicznym wzorze kamuflażu używały także inne służby (m.in. Milicja Obywatelska, Służba Więzienna i straż pożarna).

## Historia
Mundur wraz z nowym kamuflażem wz. 68 „Moro” po raz pierwszy zaprezentowano w roku 1968. Zastąpił on używane do tej pory mundury polowe w kamuflażu wz. 58 „Deszczyk”. Opracowano trzy główne warianty kamuflażu: o plamkach zielonych (wojska lądowe), czarnych (lotnictwo, marynarka) i niebieskich (milicja). W Wojsku Polskim mundury „Moro” zostały zastąpione przez umundurowanie w kamuflażach wz. 89 „Puma” i wz. 93 „Pantera” w latach 90. XX wieku.

## Siły Zbrojne PRL
W Wojsku Polskim mundury polowe w kamuflażu „moro” występowały w kilku odmianach.

### Wariant zwykły

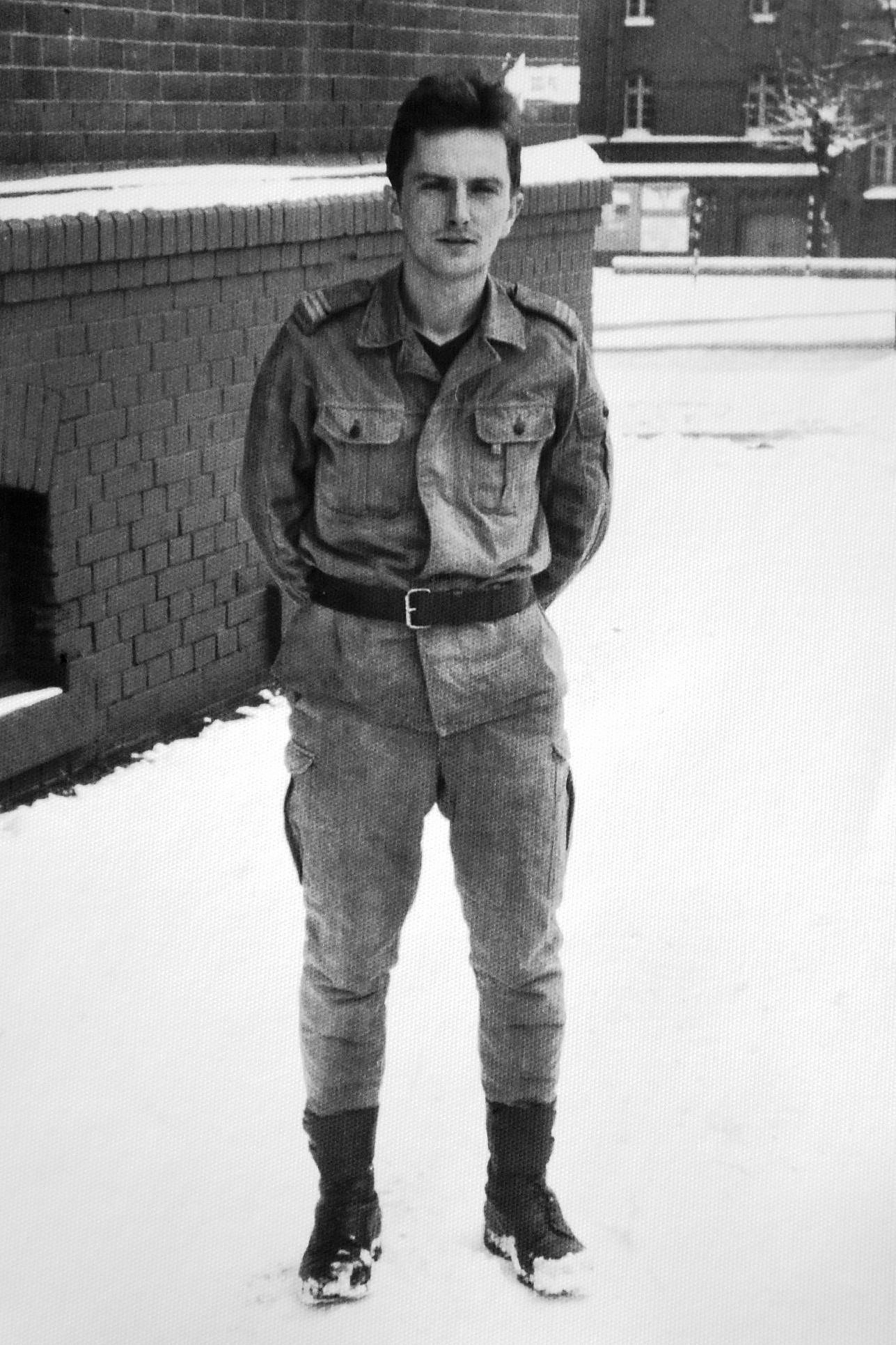
Mundur polowy żołnierza wojsk lądowych (wariant zwykły)

Mundury szyte były z dwóch wariantów materiału o plamkach zielonych (wojska lądowe) i czarnych (lotnictwo, marynarka).
Pierwszy wzór wprowadzono w roku 1968. Bluza zapinana była na pięć krytych guzików oraz miała pięć kieszeni. Z przodu na klatce piersiowej naszyto dwie kieszenie zapinane na jeden odkryty guzik z wizerunkiem orła wykonany z tworzywa (prawa kieszeń była przeznaczona na Indywidualny Dozymetr DP-70). Podobną kieszeń naszyto na lewym ramieniu, która była przeznaczona na opatrunek osobisty. Wewnątrz bluzy umieszczono dwie kieszenie. Po prawej płaską, przeznaczoną na chusteczkę do nosa, a po lewej miechowata – na latarkę. Obie kieszenie były zapinane na guzik płaski wykonany z tworzywa. Na ramionach umieszczono naramienniki (zapinane na odkryte guziki z orzełkiem), na które nakładano pochewki z oznaką posiadanego stopnia. Na rękawach (pod wszyciem rękawa) umieszczono po trzy poziome paski służące do zamontowania indywidualnego kamuflażu. W celu ułatwienia kucania i czołgania się bluza u dołu po bokach miała dwa rozcięcia pionowe. Na kołnierzu od spodu przyszywano biały kawałek taśmy, na którym żołnierze podpisywali swój mundur. Mankiety rękawów zapinane na odkryte guziki z orzełkiem. W złych warunkach atmosferycznych istniała możliwość zapięcia kołnierza pod szyją za pomocą guzika i pętelki.
Spodnie miały wąskie nogawki, zwężające się ku dołowi. Na końcach nogawek umieszczono po dwie krzyżujące się taśmy, które miały zapobiec wysuwaniu się nogawek spodni z butów. Spodnie miały 4 kieszenie, jedną naszytą na boku prawej nogawki oraz dwie biodrowe. Nad lewą kieszenią biodrową naszyto małą kieszonkę przeznaczoną na zegarek kieszonkowy, zapinaną na jeden płaski guzik z tworzywa. Spodnie w pasie regulowano za pomocą dwóch klamerek. Ponadto do spodni stosowano pasek. Wewnątrz spodni naszyto kawałek białej taśmy, służący do podpisania spodni, podobnie jak w bluzie. Rozporek zapinany był na guziki kryte.
W połowie lat 70. wprowadzono drugi wzór munduru oznaczony jako wzór 5637. Zmiany w stosunku do wzoru pierwszego były następujące: na ramionach bluzy usunięto paski służące do indywidualnego maskowania, wewnątrz bluzy umieszczono dodatkową kieszeń, a w spodniach dodano kieszeń naszytą na bok lewej nogawki.
Ostatni wzór oznaczony jako wzór 4652 wprowadzono w połowie lat 80. Zmiany w stosunku do poprzednich były następujące: z lewego rękawa usunięto kieszeń, zlikwidowano także rozcięcia w części biodrowej. W pasie dodano taśmowy ściągacz oraz dwie szlufki, przez które można było przewlec pas. Zmieniono, także zapięcie pod szyją – guzik z pętelką zastąpiono guzikiem ze zwykłą dziurką. W spodniach zmieniono krój na obszerniejszy, usunięto także kieszonkę na zegarek. Na końcówkach nogawek pozostawiono jedynie pojedynczą taśmę, którą przekładano pod stopą.

### Wariant dla wojsk powietrznodesantowych

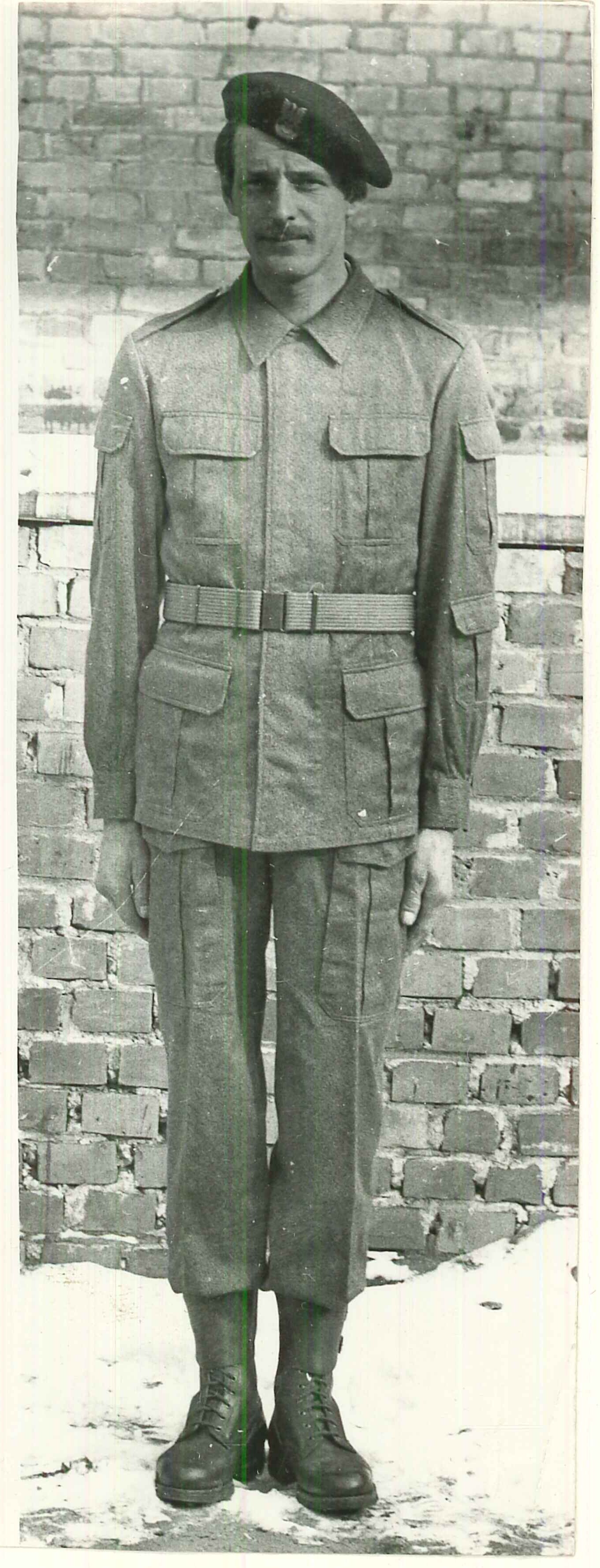
Mundur polowy żołnierza wojsk powietrznodesantowych (wz. 4643)

Oprócz wzoru zwykłego opracowano wariant munduru przeznaczonego dla jednostek powietrznodesantowych oznaczony jako US. Mundur w tym wariancie przysługiwał także żołnierzom 56 ks, 62 ks, kompaniom specjalnym dywizji pancernych i zmechanizowanych, żołnierzom jednostek podhalańskich, oddziałom 7 DD oraz generałom. Istniały dwa wzory munduru US: wz. 5612 i wz. 4643. Mundury wykonane były z materiału z plamkami zielonymi.
Pierwszym wzorem był wzór 5612. Bluza była zapinana z przodu na kryte guziki z tworzywa. Bluza miała ogółem osiem kieszeni. Z przodu umieszczono cztery kieszenie – dwie umieszczone na klatce piersiowej oraz dwie poniżej. Kieszenie były zapinane na dwa kryte guziki. Co miało zapobiec wplątaniu się guzików w linki spadochronu. Z tyłu bluzy umieszczono dwie duże kieszenie zapinane zamykane na zamki błyskawiczne. Do tych kieszeni był także dostęp od wewnątrz – miały one zapięcia na guziki. Na każdym z ramion umieszczono kieszeń, o kroju identycznym jak kieszenie piersiowe. W pasie bluzy wszyto ściągacz wykonany z elastycznej gumy. Na ramionach umieszczono naramienniki, na które nakładano pochewki z oznaką stopnia. Podobnie jak kieszenie zapinane były na guziki kryte. Mankiety rękawów zapinano na guziki kryte.
Krój spodni wąski, nogawki zwężane ku dołowi. Na końcach nogawek umieszczono po dwie krzyżujące się taśmy, które miały zapobiec wysuwaniu się nogawek spodni z butów. Spodnie posiadały osiem kieszeni. Dwie biodrowe (nad lewą kieszenią naszyto małą kieszonkę na zegarek zapinaną na guzik), dwie naszyte z przodu ud oraz dwie z tyłu ud. Ponadto na prawej nogawce pomiędzy kieszeniami udowymi naszyto kieszeń na nóż wz. 55. Nóż przypinano dodatkowo patką na guzik.
Drugim później wprowadzonym wzorem był wzór 4643. W stosunku do wz. 5612 wprowadzono następujące zmiany: na lewym przedramieniu bluzy naszyto dodatkową kieszeń, zrezygnowano z dostępu od wewnątrz do tylnych kieszeni. W przypadku spodni usunięto kieszonkę na zegarek, wprowadzono szelki oraz zrezygnowano z podwójnych taśm na końcu nogawek na rzecz pojedynczych.

### Elementy dodatkowe

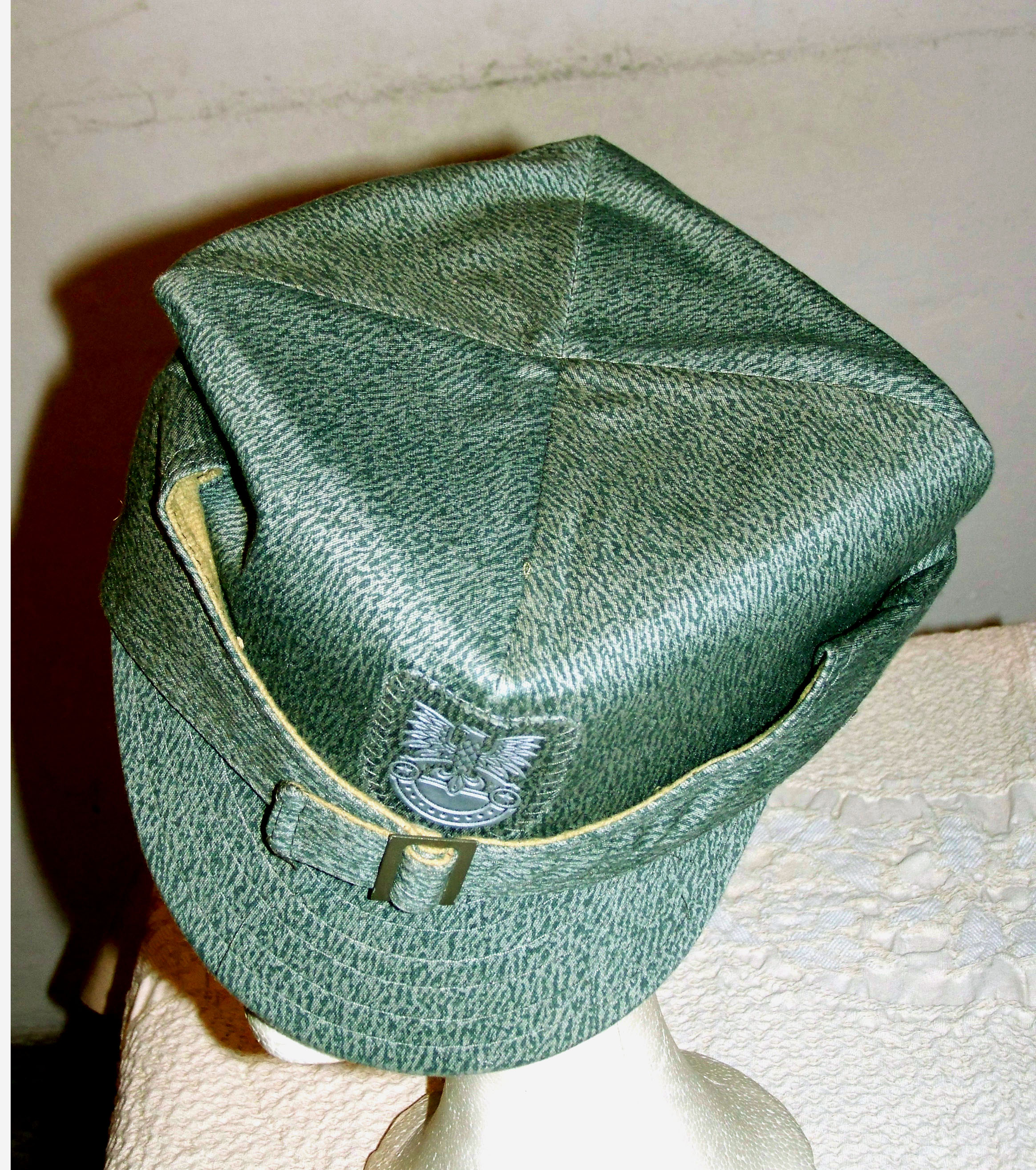
Rogatywka polowa w kamuflażu „moro” (wariant wojsk lądowych)

Podstawowym nakryciem głowy, w sytuacjach kiedy nie obowiązywało noszenie hełmu była rogatywka polowa wzorowana na rogatywce wz. 37. Wykonana była tkaniny w kamuflażu „moro”, z przodu umieszczano wizerunek orła wojskowego wytłoczonego z gumy w kolorze stalowo-szarnym lub białym (od roku ok. 1984).
W kamuflażu „moro” występowały, także pokrowce na hełmy wz. 50 i wz. 67. Jednakże nie były szeroko stosowane.
Obuwiem, które noszono z mundurem polowym „moro” były tzw. opinacze wykonane z brązowej (wojska lądowe) lub czarnej skóry (lotnictwo i marynarka wojenna). Ponadto występowały w różnych wariantach, przewidzianych dla poszczególnych rodzajów wojsk.
Dla kadry zawodowej przewidziano także buty polowe, podobne do oficerek, jednakże ze znacznie szerszymi cholewami i z gumowymi podeszwami – tzw. „rumcajsy”. Podobnie jak opinacze występowały w dwóch wersjach kolorystycznych, czyli brązowe i czarne. Przydzielane podobnie jak w przypadku opinaczy. Innym typem obuwia, używanego do munduru „moro” były „saperki”, czyli wysokie skórzane buty. Takich butów używały m.in. jednostki pontonowe.
W marynarce występowały, także tzw. „półsaperki”. Wykonane były z czarnej grubej skóry. Były niższe od „saperek”, wysokością zbliżone do opinaczy. Zapinane były na dwa paski ze sprzączkami. Podeszwa w nich była skórzana, wielowarstwowa z drewnianym obcasem. W momencie zagrożenia życia, np. po wypadnięciu za burtę, można było bardzo szybko zrzucić je z nóg.
Na okres zimowy umundurowanie uzupełniano kurtką polową (tzw. bechatka), która podobnie jak mundur występowała w kilku wzorach. Opracowano, także spodnie zimowe, przeznaczone do noszenia wraz z kurtką polową. Jednakże nie wprowadzono ich w dużej ilości. Wraz z bechatką noszono szalokominiarkę w kolorze khaki w formie szalika lub ewentualnie jako golf.
Jako dodatkowe ocieplenie pod mundur zakładano bluzę oraz spodnie dresowe koloru zielonego (tzw. „ocieplacz”).
Na dłonie nakładano rękawice polowe wykonane z tkaniny w kamuflażu „mora” dodatkowo ocieplonego od wywnętrz. Występowały one w dwóch wariantach 5-palczastym i 4-palczastym, w którym palce serdeczny i mały zostały połączone.
Zimowym nakryciem głowy była czapka futrzana, tzw. „uszanka”. Występowała w dwóch wariantach dla wojsk lądowych oraz lotnictwa i marynarki. Z przodu umieszczano wizerunek orła wykonanego z metalu.
W wypadku dużego mrozu lub opadu śniegu do munduru zimowego wydawano tzw. gumofilce – gumowe buty, podobne do kaloszy, z filcowym wykończeniem.

## Milicja Obywatelska

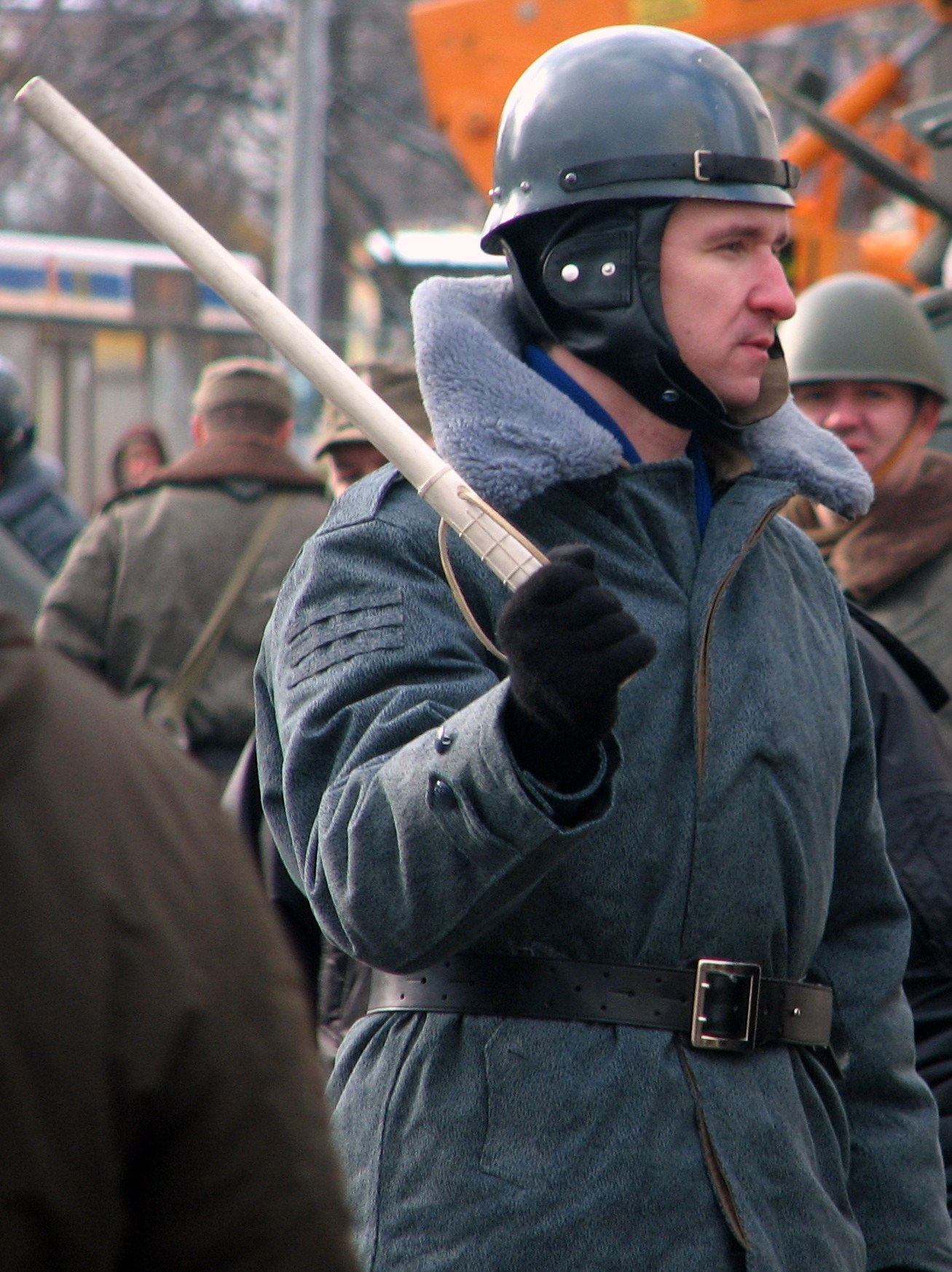
Milicjant w mundurze „moro”. Jakub Kamieński na planie filmu Czarny czwartek

Mundury w kamuflażu „moro” szyte były również dla jednostek Milicji (od początku lat 70.). Wykonane były z tkaniny o plamkach niebieskich oraz posiadały granatowe guziki. Mundury te używane były przede wszystkim w ZOMO. ZOMO w nowych mundurach po raz pierwszy można było zobaczyć podczas rozruchów na wybrzeżu w grudniu 1970 roku. Wraz z powstaniem Policji przejęto mundury w kamuflażu „moro”. Zastąpiono je nowszym wzorem w kolorze czarnym w drugiej połowie lat 90. Podobnie jak w wojsku również w Milicji używano kilku wzorów mundurów w kamuflażu „moro”.
Do munduru milicyjnego noszono rogatywkę podobną do wzoru przewidzianego dla wojska, różnica polegała na kolorze plamek kamuflażu oraz umieszczeniem wizerunku godła państwowego zamiast orła wojskowego.

## Służba Więzienna
Mundury w kamuflażu „moro” noszone były przez funkcjonariuszy Służby Więziennej do 2018 r.